# Вилијам II од Невера
Вилијам II од Невера (пре 1089. — Блиски исток, 21. август 1148) био је један од учесника Крсташког рата 1101. године.

## Биографија
Вилијам од Невера водио је трећу крсташку армију у поход против муслимана 1101. године, која је бројала око 15.000 људи. У фебруару 1101. године он је кренуо ка Цариграду. Ово је била можда и најјача армија будући да се састојала од професионалних војника. Гров Вилијам је током јуна 1101. године стигао у Цариград и без задржавања се пребацио преко Босфора.
Крсташка армија коју је водио гроф од Невера ишла је кроз Анадолију у намери да дође до Антиохије, а онда да крене ка Јерусалиму. Ималу су несрећу да из извиднице армије Килиџ Арслана и армије из Данишмена опазе. Још увек пијани од победе над две крсташке армије, али не и неопрезни Турци су крајем јуна крсташе дочекали у близини Хераклеје. Ту су их страховито разбили, а од целе армије спасила се тек шака људи, међу њима је био и гроф од Невера. Успео је да се у прњама, опљачкан до голе коже од својих водича, некако дочепа Антиохије.

## Породично стабло
|  |                                |  |  |  |  |  |  |  |  |  |  |  |  |  |  |  |
|  | 2. Renauld II, Count of Nevers |  |  |  |  |  |  |  |  |  |  |  |  |  |  |  |
|  |                                |  |  |  |  |  |  |  |  |  |  |  |  |  |  |  |
|  |                                |  |  |  |  |  |  |  |  |  |  |  |  |  |  |  |
|  | 1. Вилијам II од Невера        |  |  |  |  |  |  |  |  |  |  |  |  |  |  |  |
|  |                                |  |  |  |  |  |  |  |  |  |  |  |  |  |  |  |
|  |                                |  |  |  |  |  |  |  |  |  |  |  |  |  |  |  |
|  | 3.                             |  |  |  |  |  |  |  |  |  |  |  |  |  |  |  |
|  |                                |  |  |  |  |  |  |  |  |  |  |  |  |  |  |  |
|  |                                |  |  |  |  |  |  |  |  |  |  |  |  |  |  |  |